# Russische und sowjetische Kriegsgräberstätten im Kreis Pinneberg
Im Kreis Pinneberg gibt es in neun Orten russische und sowjetische Kriegsgräberstätten aus beiden Weltkriegen. Diese Gräber liegen sehr oft am äußersten Rand eines Friedhofs und sind schwer zu finden. Das Gräbergesetz in Deutschland garantiert die Unverletzlichkeit dieser Gräber. Deshalb sind sie manchmal auch als Einzelgrabanlage auf ansonsten abgeräumten Gräberfeldern zu finden. Die Kosten für die Grabpflege übernimmt die Bundesrepublik.

## Liste
| Bild | Ort                  | Lage Anm. 1                 | Adresse                                                         | Weblink Anm. 2 |
| ---- | -------------------- | --------------------------- | --------------------------------------------------------------- | --- |
|      | Barmstedt            | 53° 48′ 9″ N, 9° 46′ 22″ O  | Am Friedhof Gemeindefriedhof (Grabanlage)                       | Grabstätte für zwei unbekannte sowjetische Opfer des Zweiten Weltkriegs. Anm. 3                                             |
|      | Brande-Hörnerkirchen | 53° 50′ 57″ N, 9° 42′ 37″ O | Barmstedter Straße Friedhof (Kriegsgräberstätte 1. Weltkrieg)   | Grab eines russischen Kriegsgefangenen des Ersten Weltkriegs.                                                               |
|      | Brande-Hörnerkirchen | 53° 50′ 57″ N, 9° 42′ 37″ O | Barmstedter Straße Friedhof (Grabanlage)                        | Grabstätte für zwei sowjetische Opfer des Zweiten Weltkriegs.                                                               |
|      | Elmshorn             | 53° 45′ 58″ N, 9° 39′ 35″ O | Friedensallee Evangelischer Friedhof (Grabanlage)               | Grabstätte für 24 sowjetische Opfer des Zweiten Weltkriegs.                                                                 |
|      | Heist                | 53° 39′ 20″ N, 9° 40′ 15″ O | Wedeler Chaussee Gemeindefriedhof (Grabanlage)                  | Grab eines sowjetischen Opfers des Zweiten Weltkriegs.                                                                      |
|      | Pinneberg            | 53° 38′ 25″ N, 9° 47′ 38″ O | Hogenkamp Stadtfriedhof (Grabanlage)                            | Grabstätte für elf sowjetische Kriegsgefangene und Zwangsarbeiter.                                                          |
|      | Quickborn            | 53° 44′ 2″ N, 9° 53′ 46″ O  | Ellerauer Straße Nordfriedhof (Kriegsgräberstätte 1. Weltkrieg) | Grabstätte für fünf russische Kriegsgefangene des Ersten Weltkriegs.                                                        |
|      | Quickborn            | 53° 44′ 2″ N, 9° 53′ 45″ O  | Ellerauer Straße Nordfriedhof (Grabanlage)                      | Grabstätte für 19 sowjetische Kriegsgefangene und Zwangsarbeiter. Anm. 4                                                    |
|      | Rellingen            | 53° 38′ 57″ N, 9° 50′ 3″ O  | Hamburger Straße Evangelischer Friedhof (Grabanlage)            | Grabstätte für 23 sowjetische Kriegsgefangene und Zwangsarbeiter. Anm. 5                                                    |
|      | Uetersen             | 53° 41′ 38″ N, 9° 41′ 1″ O  | Friedhofstraße / Hochfeldstraße Neuer Friedhof (Grabanlage)     | Grabstätte für mindestens 27 sowjetische Kriegsgefangene und Zwangsarbeiter.                                                |
|      | Wedel                | 53° 35′ 24″ N, 9° 42′ 51″ O | Breiter Weg Evangelischer Friedhof (Grabanlage)                 | Grabstätte für 22 ausländische Opfer des Zweiten Weltkriegs, unter denen sich zehn Personen sowjetischer Herkunft befinden. |